# Steinkirchner Straße 13 (Gräfelfing)

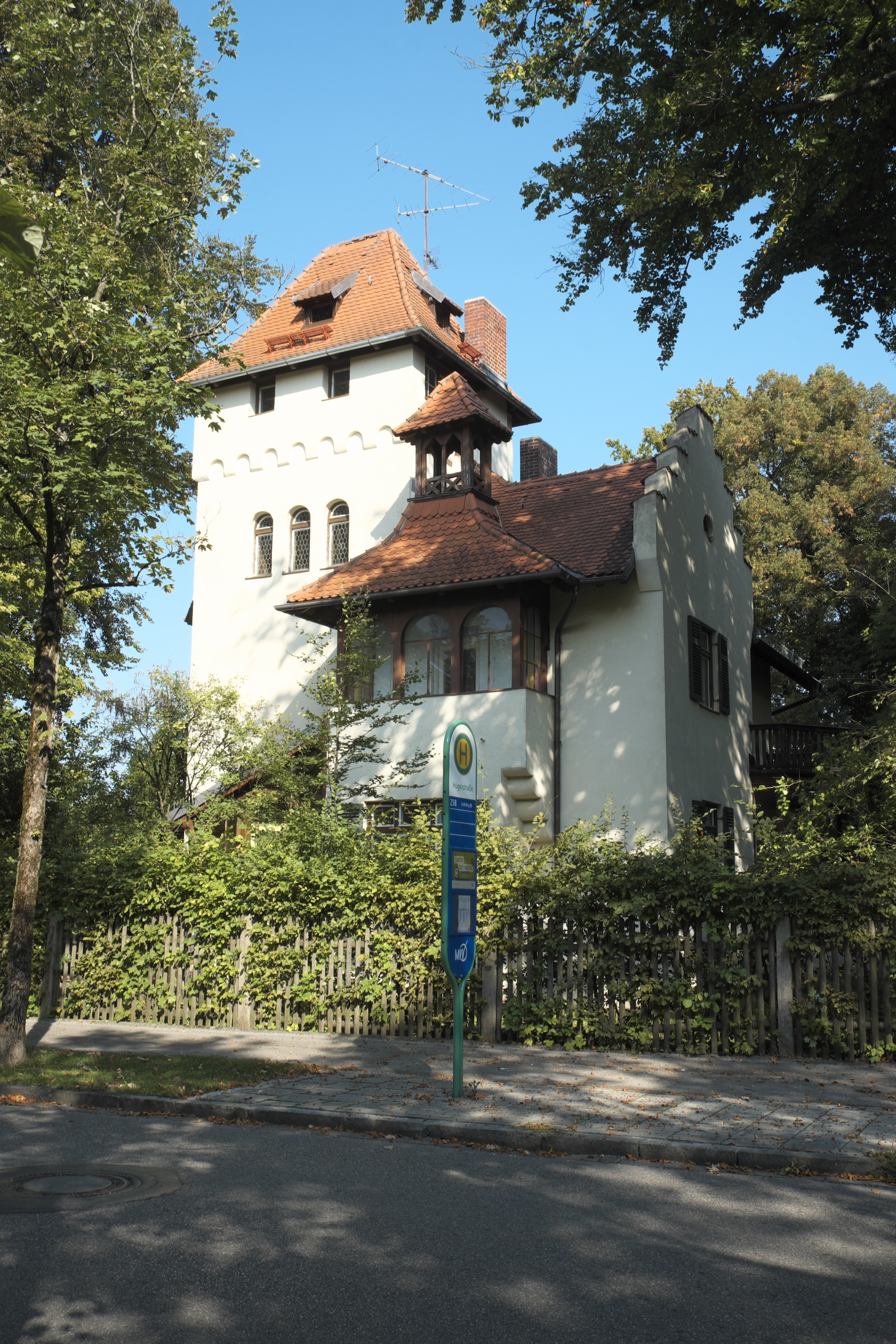
Villa Steinkirchner Straße 13 in Gräfelfing

Das Gebäude Steinkirchner Straße 13 in Gräfelfing, einer Gemeinde im oberbayerischen Landkreis München, wurde um 1905 errichtet. Die Villa ist ein geschütztes Baudenkmal.
Der burgartige Bau mit eingestelltem Walmdachturm, Treppengiebelrisalit und Erkerausbauten wurde nach Plänen des Architekten Johann Stadler im neugotischen Stil errichtet.